# Dyjákovičky
Obec Dyjákovičky (německy Klein Tajax, latinsky Deiax) se nachází v okrese Znojmo v Jihomoravském kraji. Žije zde 595 obyvatel (v letech 2006 až 2015 se počet obyvatel zvýšil zhruba o šestinu).

## Historie
První písemná zmínka o obci pochází z roku 1220.
18. ledna 1751 se v obci narodil hudební skladatel, houslista, klavírista a dirigent Ferdinand Kauer († 13. dubna 1831)

## Pamětihodnosti
- Kostel svatého Víta
- Socha svatého Floriána
- Socha svatého Jana Nepomuckého
- Sloup se sochou Panny Marie
- Fara na návsi

## Obecní symboly
Při vysvěcení kostela v Louce daroval markrabě Vladislav Jindřich mimo jiné také patronát kostela v Dyjákovičkách. Ve znaku je spojen atribut patrona místního kostela sv. Víta – kotel s plameny a vinný hrozen. Hrozen pochází ze staré obecní pečeti, jen místo radlice ho na erbu provází vinařské nože. Zelená barva opět podtrhuje důraz na zemědělství a vinařství v obci. Autorem návrhu je heraldik Miroslav Pavlů.
Blason znaku:
V zeleném štítě se nachází zlatý kotel s červenými plameny. Nad ním je zlatý vinný hrozen s listem, provázený dvěma odvrácenými stříbrnými vinařskými noži se zlatými rukojeťmi.
Blason vlajky:
List tvoří tři vodorovné pruhy – žlutý, zelený a červený, v poměru 1:6:1. V zeleném pruhu je žlutý vinný hrozen s listem provázený odvrácenými dvěma bílými vinařskými noži se žlutými rukojeťmi. Poměr šířky k délce listu je 2:3.